# ヤコウチュウ
ヤコウチュウ（夜光虫、Noctiluca scintillans）は、海洋性のプランクトン。大発生すると夜に光り輝いて見える事からこの名（ラテン語で noctis '夜'＋lucens '光る'）が付いたが、昼には赤潮として姿を見せる。赤潮原因生物としては属名カナ書きでノクチルカと表記されることが多い。動物分類学では古くは植物性鞭毛虫綱渦鞭毛虫目、最近では渦鞭毛虫門に、植物分類学では渦鞭毛植物門に所属させる。一般的な渦鞭毛藻とは異なり葉緑体は持たず、専ら他の生物を捕食する従属栄養性の生物である。

## 細胞構造

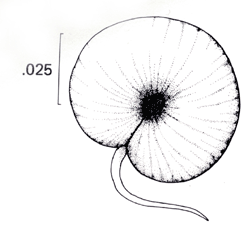
図版

原生生物としては非常に大きく、巨大な液胞（或いは水嚢; pusulen）で満たされた細胞は直径1～2mmに達する。外形はほぼ球形で、1ヶ所でくぼんだ部分がある。くぼんだ部分の近くには細胞質が集中していて、むしろそれ以外の丸い部分が細胞としては膨張した姿と見ていい。くぼんだ部分の細胞質からは、放射状に原形質の糸が伸び、網目状に周辺に広がるのが見える。くぼんだ部分からは1本の触手が伸びる。細胞内に共生藻として緑藻の仲間を保持している場合もあるが、緑藻の葉緑体は消滅しており、光合成産物の宿主への還流は無い。細胞は触手（tentacle）を備え、それを用いて他の原生生物や藻類を捕食する。触手とは別に、2本の鞭毛を持つが、目立たない。
このように、およそ渦鞭毛虫とは思えない姿である。一般に渦鞭毛虫は体に縦と横の溝を持ち、縦溝には後方への鞭毛を、横溝にはそれに沿うように横鞭毛を這わせる。ヤコウチュウの場合、横溝は痕跡程度にまで退化し、横鞭毛もほぼ消失している。しかし、縦溝は触手のある中心部にあり、ここに鞭毛もちゃんと存在する。ただし、それ以外の細胞が大きく膨らんでいるため、これらの構造は目立たなくなってしまっているのである。
特異な点としては、他の渦鞭毛藻と異なり、細胞核が渦鞭毛藻核ではない（間期に染色体が凝集しない）普通の真核であるとともに、通常の細胞は核相が2nである。複相の細胞が特徴的である一方、単相の細胞はごく一般的な渦鞭毛藻の形である。

## 発光

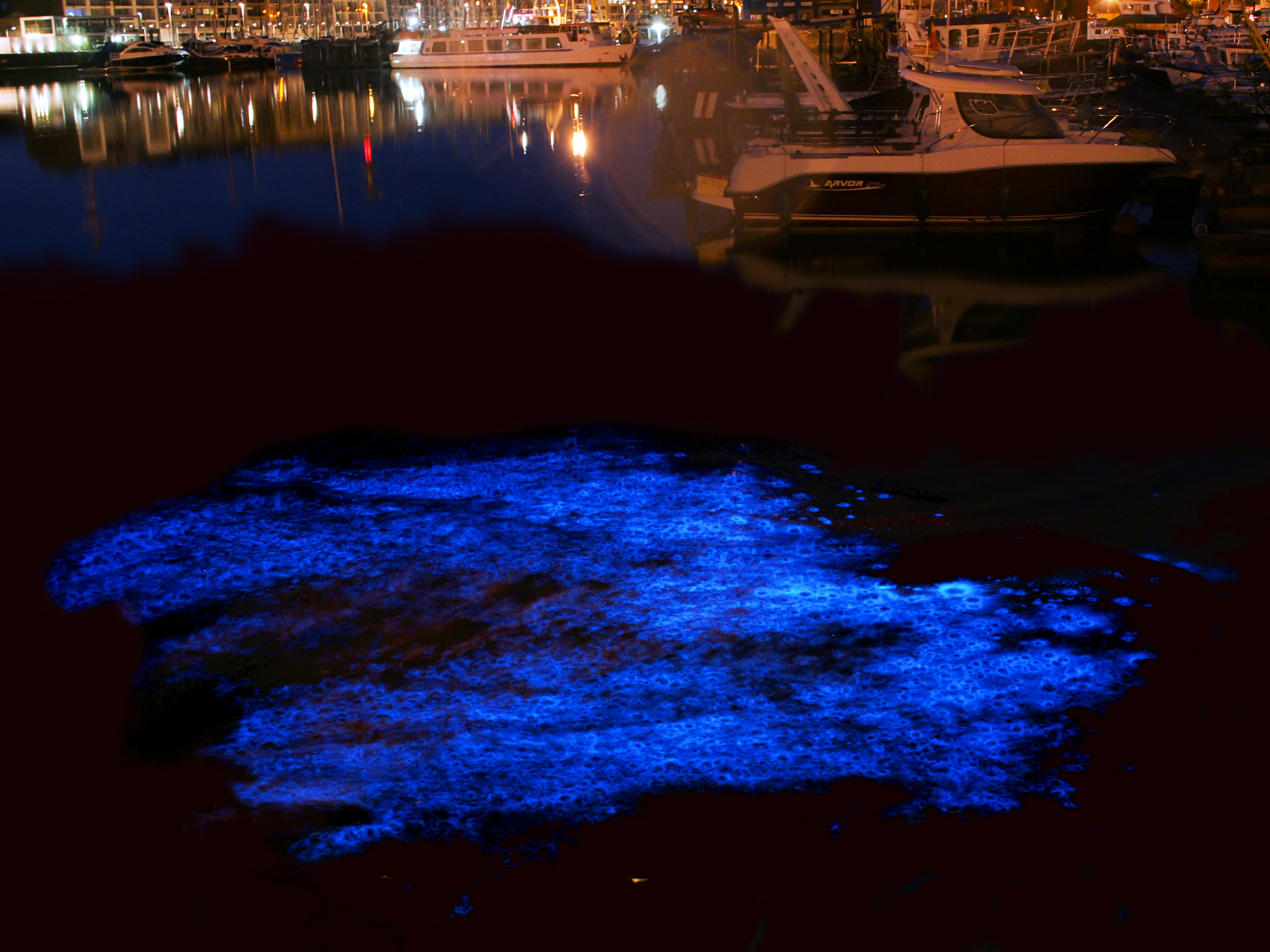
発光する夜光虫

他の生物発光と同様、発光はルシフェリン-ルシフェラーゼ反応による。ヤコウチュウは物理的な刺激を受けると光る特徴があるため、波打ち際で特に明るく光る様子を見る事ができる。ヤコウチュウのいる水面に石を投げる、ボートで引き波を立てる、イルカなどが泳ぐといった刺激でも光る。

## 赤潮との関係
海産で沿岸域に普通、代表的な赤潮形成種である。大発生時には海水を鉄錆色に変え、時にトマトジュースと形容されるほど濃く毒々しい赤茶色を呈する。春～夏の水温上昇期に大発生するが、海水中の栄養塩濃度との因果関係は小さく、ヤコウチュウの赤潮発生が即ち富栄養化を意味する訳ではない。比較的頻繁に見られるが、規模も小さく毒性もないため、被害はあまり問題にならないことが多い。

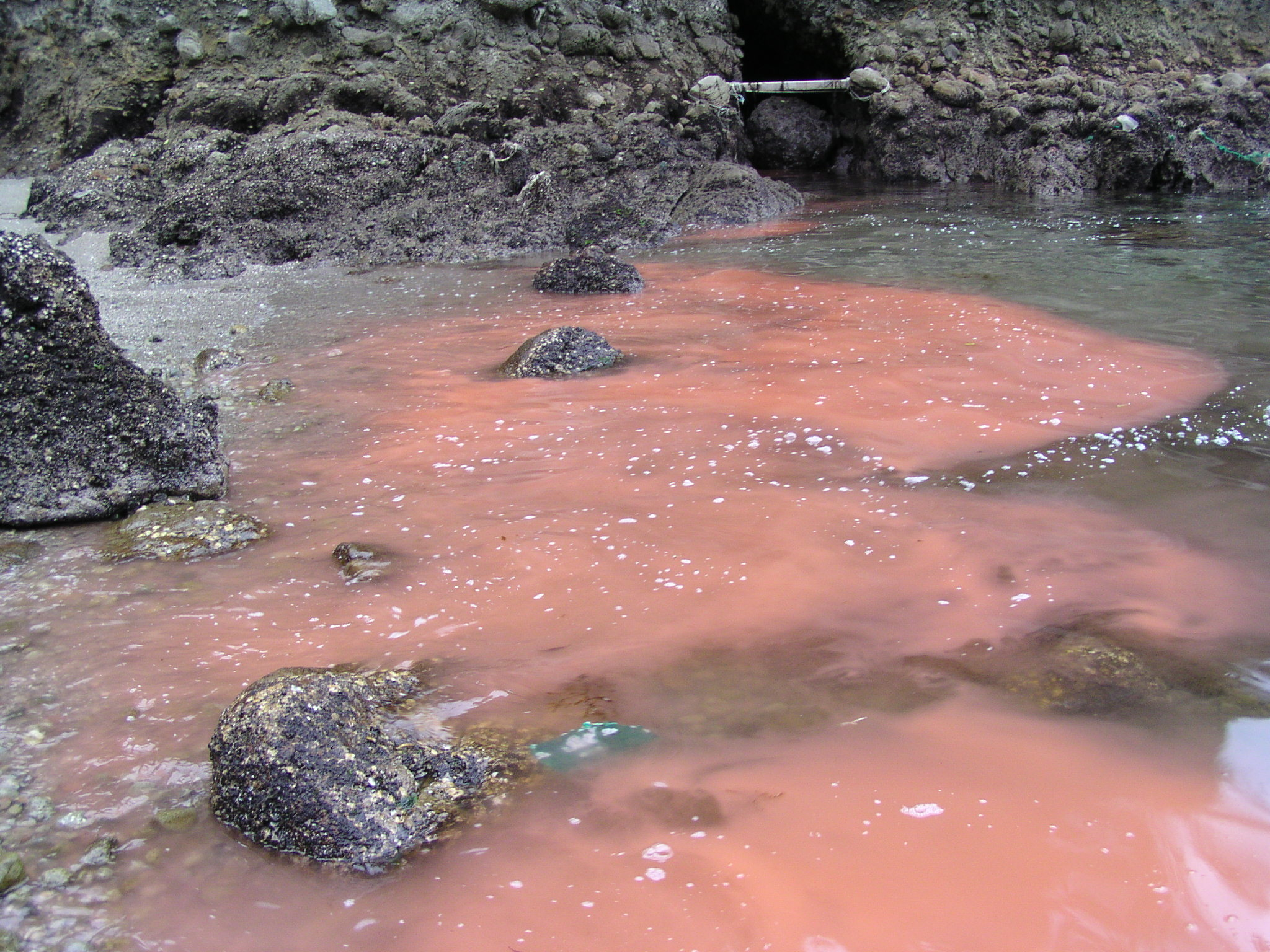
ヤコウチュウによる赤潮

ヤコウチュウは大型で軽く、海水面付近に多く分布する。そのため風の影響を受けやすく、湾や沿岸部に容易に吹き溜まる。この特徴が海水面の局所的な変色を促すと共に、夜間に見られる発光を強く美しいものにしている。発光は、細胞内に散在する脂質性の顆粒によるものであるが、なんらかの適応的意義が論じられたことはなく、単なる代謝産物とも言われる。

## 生活環
通常は二分裂による無性生殖を行う。有性生殖時には遊走細胞が放出されるが、これは一般的な渦鞭毛藻の形態をしており、核も渦鞭毛藻核である。

## 分類
日本近海で大発生するいわゆるヤコウチュウはNoctiluca scintillansである。別にN. miliarisの名が頻繁に用いられるが、これらは同種であると考えられている。近縁属のPronoctilucaの分類も併せて掲載するが、この属の生物発光に関しては不明。分子系統解析によれば、渦鞭毛植物門におけるヤコウチュウの分岐は非常に早く、従って綱レベル（Noctiluciphyceae）で他の渦鞭毛藻と区別されている。
Noctiluca Suriray 1836
N. scintillans （Makartney 1810）Kofoid&Swezy 1921 （＝N. miliaris） タイプ種。
Pronoctiluca Fabre-Domergue 1889 （syn. Protodinifer Kofoid&Swezy 1921）
P. acuta （＝Rhynchomonas acuta）
P. marinus （＝Pelagorhynchus marinus）
P. pelagica Fabre-Domergue 1889 タイプ種。
P. rostrata
P. spinifera

## 他生物への影響
プランクトンとして魚介類のエサとなるが大量発生した場合は赤潮となり他の生物に影響を与える。エビの養殖池に発生した場合、エビを斃死させる。